# Villamiel
Villamiel é um município da Espanha, próximo da fronteira portuguesa, na comarca da Serra de Gata, província de Cáceres, comunidade autónoma da Estremadura, de área 73 km². Em 2021, tinha 405 habitantes (densidade: 5,5 hab./km²). As ruínas do castelo raiano de Trevejo ficam situadas no município de Villamiel.

## Demografia
| Variação demográfica do município entre 1991 e 2004 [carece de fontes?] | Variação demográfica do município entre 1991 e 2004 [carece de fontes?] | Variação demográfica do município entre 1991 e 2004 [carece de fontes?] | Variação demográfica do município entre 1991 e 2004 [carece de fontes?] |
| ----------------------------------------------------------------------- | ----------------------------------------------------------------------- | ----------------------------------------------------------------------- | ----------------------------------------------------------------------- |
| 1991                                                                    | 1996                                                                    | 2001                                                                    | 2004                                                                    |
| 822                                                                     | 826                                                                     | 753                                                                     | 633                                                                     |